# Martinus van Arades
Sint Martinus van Arades, ook Martinus van Corbie genoemd (? - Saint-Priest-sous-Aixe, 26 november 726), was een heilig verklaard monnik van de Abdij van Corbie, wiens feestdag op 26 november valt in zowel de rooms-katholieke en oosters-orthodoxe kerk.
Hij was de kapelaan en biechtvader van de Frankische hofmeier Karel Martel. Hij stierf in Saint-Priest-sous-Aixe en werd er begraven. Hij is de patroonheilige tegen jicht.